# ISO 3166-2:GH

Regionen von Ghana

Die Liste der ISO-3166-2-Codes für  Ghana enthält die Codes für die 16 Regionen.

Die Codes bestehen aus zwei Teilen, die durch einen Bindestrich voneinander getrennt sind. Der erste Teil gibt den Landescode gemäß ISO 3166-1 (für  Ghana GH), der zweite den Code für die Region wieder.
Die aktuellen Codes stehen auf der Seite der ISO unter #iso:code:3166:GH zur Verfügung.

| Region        | Code  |
| ------------- | ----- |
| Ahafo         | GH-AF |
| Ashanti       | GH-AH |
| Bono          | GH-BO |
| Bono East     | GH-BE |
| Central       | GH-CP |
| Eastern       | GH-EP |
| Greater Accra | GH-AA |
| North East    | GH-NE |
| Northern      | GH-NP |
| Oti           | GH-OT |
| Savannah      | GH-SV |
| Upper East    | GH-UE |
| Upper West    | GH-UW |
| Volta         | GH-TV |
| Western       | GH-WP |
| Western North | GH-WN |